# Franz Beckerlee
Franz Beckerlee (15 augustus 1942) is een Deense muzikant, die als saxofonist in de free jazz actief was en daarna succes had als gitarist in de rockgroep Gasolin’. Tevens is hij beeldend kunstenaar.

## Biografie
Beckerlee begon op zijn twaalfde altsaxofoon te spelen. In het begin van de jaren 60 speelde hij met Hugh Steinmetz en bassist Steffen Andersen composities van Ornette Coleman. Vanaf 1964 speelde de band ook eigen composities. Met drummer Sunny Murray maakten ze opnamen onder de naam The Contemporary Jazz Quartet. Ze traden vanaf 1965 met drummer Bo Thrige Andersen op. Met saxofonist en keyboardspeler Niels Harrit vormden ze het Contemporary Jazz Quintet en namen ze in 1968 een album op, waarop Beckerlee met zijn elektrisch versterkte instrument de esthetiek van Peter Brötzmann benaderde.
In 1969 stapte hij, beïnvloed door Jimi Hendrix, over op de gitaar en richtte hij de rockband Gasolin’ op die in Denemarken zeer populair werd. Eind jaren 70 verliet hij de band, die acht studioalbums opnam, om als solist op te treden (album: No Kiddin´ 1979). Hij speelde met Wild Honey alsook met de Christianshavns Bluesband. Verder ging hij zich toeleggen op de beeldhouwkunst. Sinds 1998 doet hij mee aan exposities, sinds 2002 heeft hij meerdere solo-tentoonstellingen gehad.